# Bazylika św. Klemensa w Hanowerze
Bazylika św. Klemensa (niem. Basilika St. Clemens) – barokowa, rzymskokatolicka świątynia parafialna znajdująca się w niemieckim mieście Hanower. Od 1894 nosi tytuł Propsteikirche, a od 1998 – również bazyliki mniejszej.

## Historia
Od czasów reformacji w Hanowerze nie było żadnej świątyni katolickiej. Nabożeństwa wznowiono w XVII wieku za sprawą przejścia na katolicyzm księcia Jana Fryderyka podczas pobytu we Włoszech. Pierwsze nabożeństwo w sali zamkowej odprawił ks. Valerio Maccioni. Po śmierci księcia zamknięto kaplicę zamkową.
Starania o budowę katolickiego zapoczątkował bp Agostino Steffani, który przybył do Hanoweru w 1709 roku i udzielił tu pierwszego od trzydziestu lat sakramentu bierzmowania. W 1711 roku Tommaso Giusti sporządził projekt kościoła. 6 lipca 1712 wmurowano kamień węgielny, a 4 listopada 1718 konsekrowano świątynię. Jej patronem został święty Klemens I, imiennik urzędującego papieża Klemensa XI. Z powodów finansowych nie zrealizowano planowanej kopuły. W 1894 papież Leon XIII nadał świątyni tytuł honorowy Propsteikirche.
Kościół został zniszczony podczas bombardowań z 8 i 9 października 1943. Zachowały się jedynie zewnętrzne mury, wyposażenie uległo całkowitej destrukcji. Z powodu dużego znaczenia budynku w regionie do odbudowy przystąpiono już w 1946 roku, zdecydowano się na dokończenie koścoła poprzez realizację kopuły. 24 listopada 1957 świątynię konsekrował abp Aloisius Muench, nuncjusz apostolski w RFN. W latach 60. wnętrze przebudowano wskutek zmian wprowadzonych przez sobór watykański II.
3 grudnia 1998 papież Jan Paweł II wyniósł kościół do godności bazyliki mniejszej, jednej z dwóch w diecezji Hildesheimu.

## Architektura i wyposażenie
Świątynia barokowa, przykryta kopułą. Do zachodniej elewacji dostawione są dwie wieże. Wyposażenie kościoła jest w większości powojenne. Za ołtarzem ustawiono 32-głosowe organy z 1973 roku, wykonane w warsztacie Klais Orgelbau z Bonn. Złocone elementy, dodane w 1984 roku, mają przypominać o dawnym, barokowy wystroju kościoła. Na emporze ustawiono pozytyw z 1975 roku, a na wyposażeniu kościoła znajduje się również portatyw z roku 1990; oba instrumenty pochodzą z przedsiębiorstwa Emil Hammer Orgelbau. Na wieżach kościoła wiszą łącznie cztery dzwony, dwa odlano w 1801 roku i sprowadzono ze Wschodnich Niemiec, a dwa odlano w 1961 roku w ludwisarni Petit & Gebr. Edelbrock. Mają tony dis', fis', gis' i ais'. 

## Krypta
Pod posadzką znajduje się krypta grobowa, wybudowana w roku 1718. Ostatni pochówek w niej miał miejsce w 1774 roku, złożono tu szczątki m.in. architekta bazyliki, Tommasa Giustiego. Nieużytkowaną przestrzeń przekształcono w sklep winiarski, a podczas II wojny światowej służyła jako schron przeciwlotniczy. Pomieszczenie zostało zalane podczas powodzi z 1946 roku. Podczas odbudowy kościoła kryptę przeprojektowano na miejsce modlitwy.

## Galeria

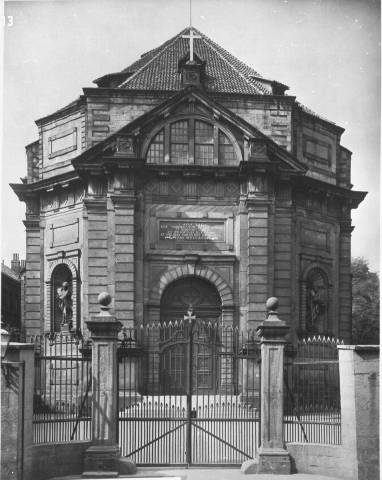
Widok w 1910
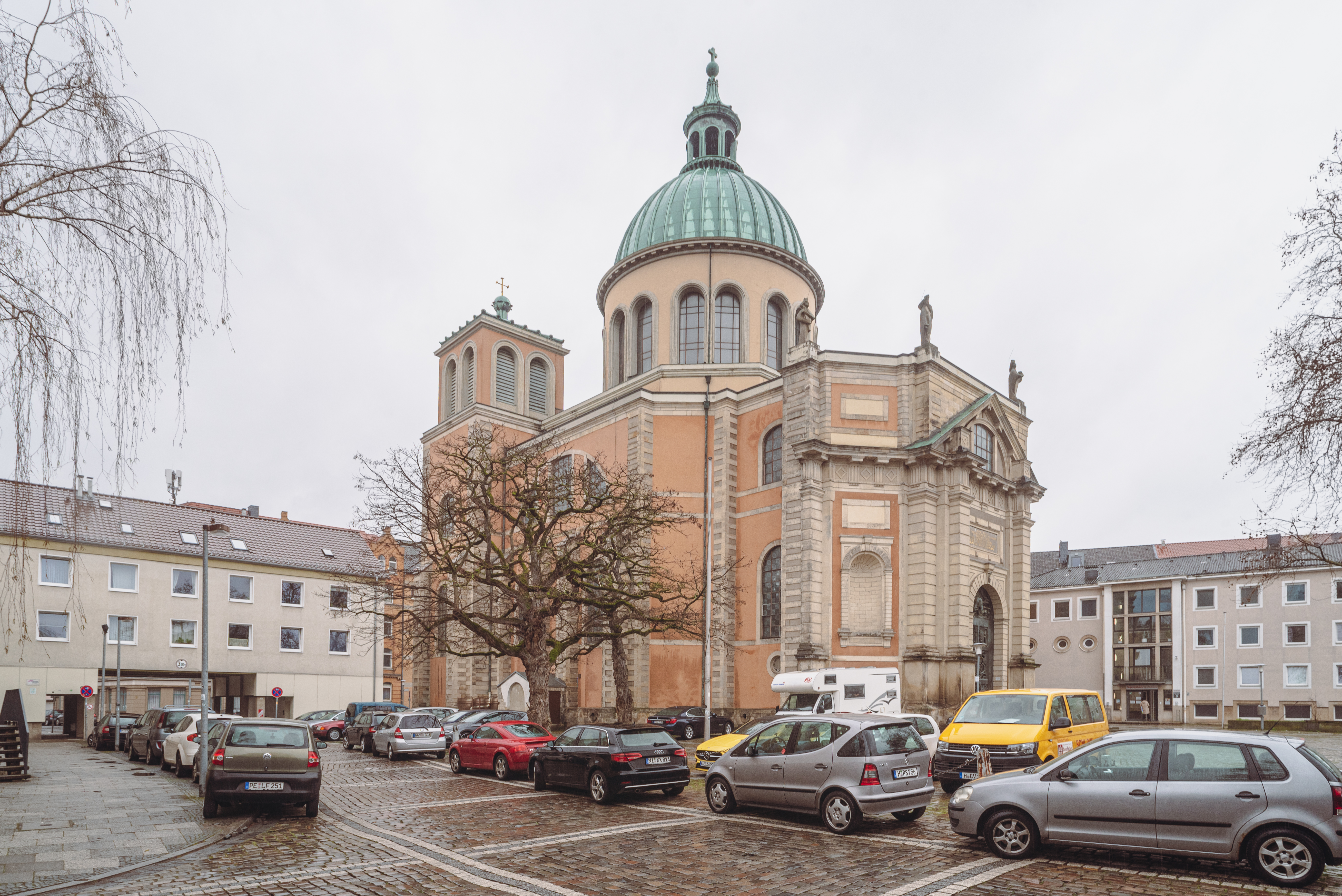
Widok z południowego wschodu
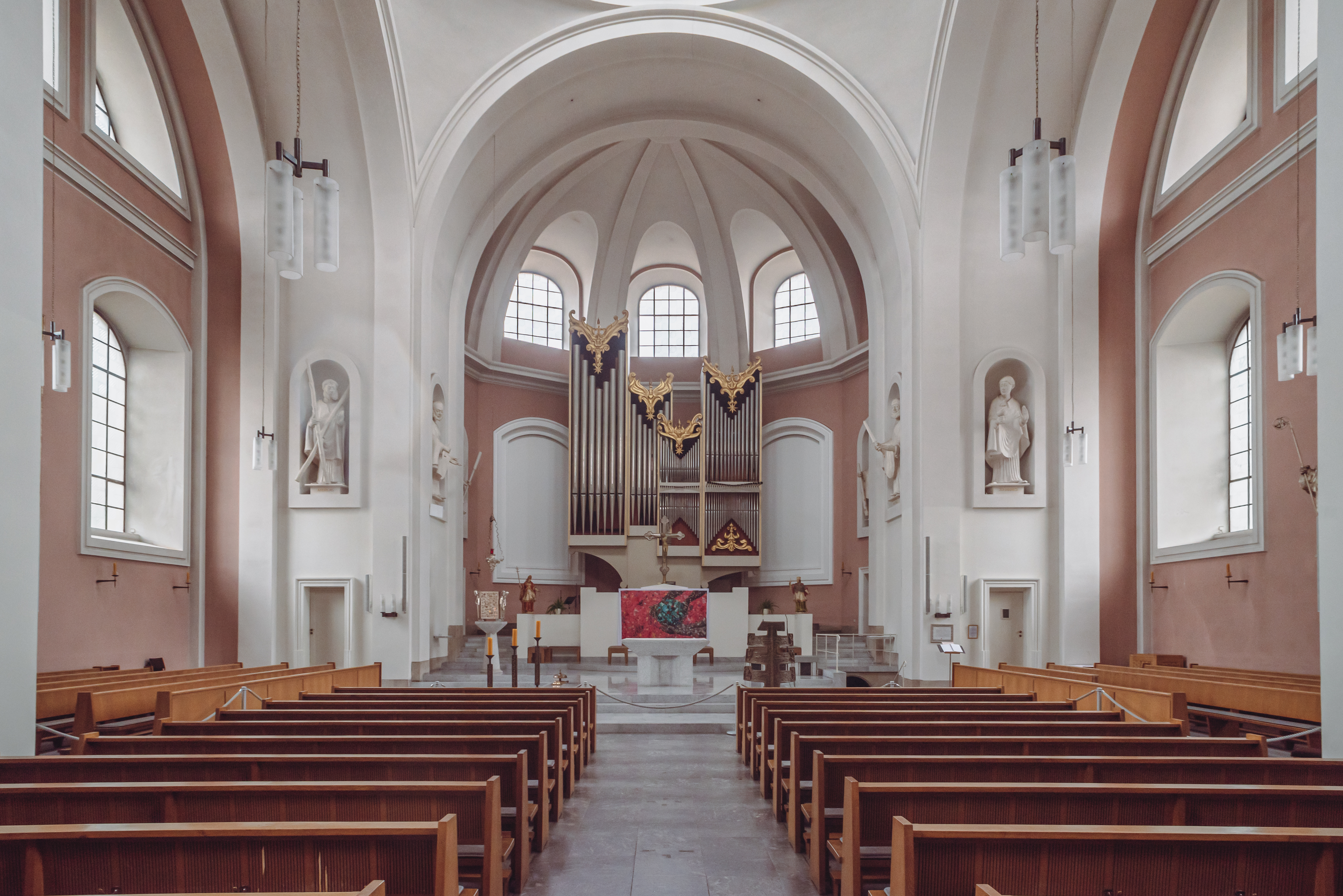
Wnętrze
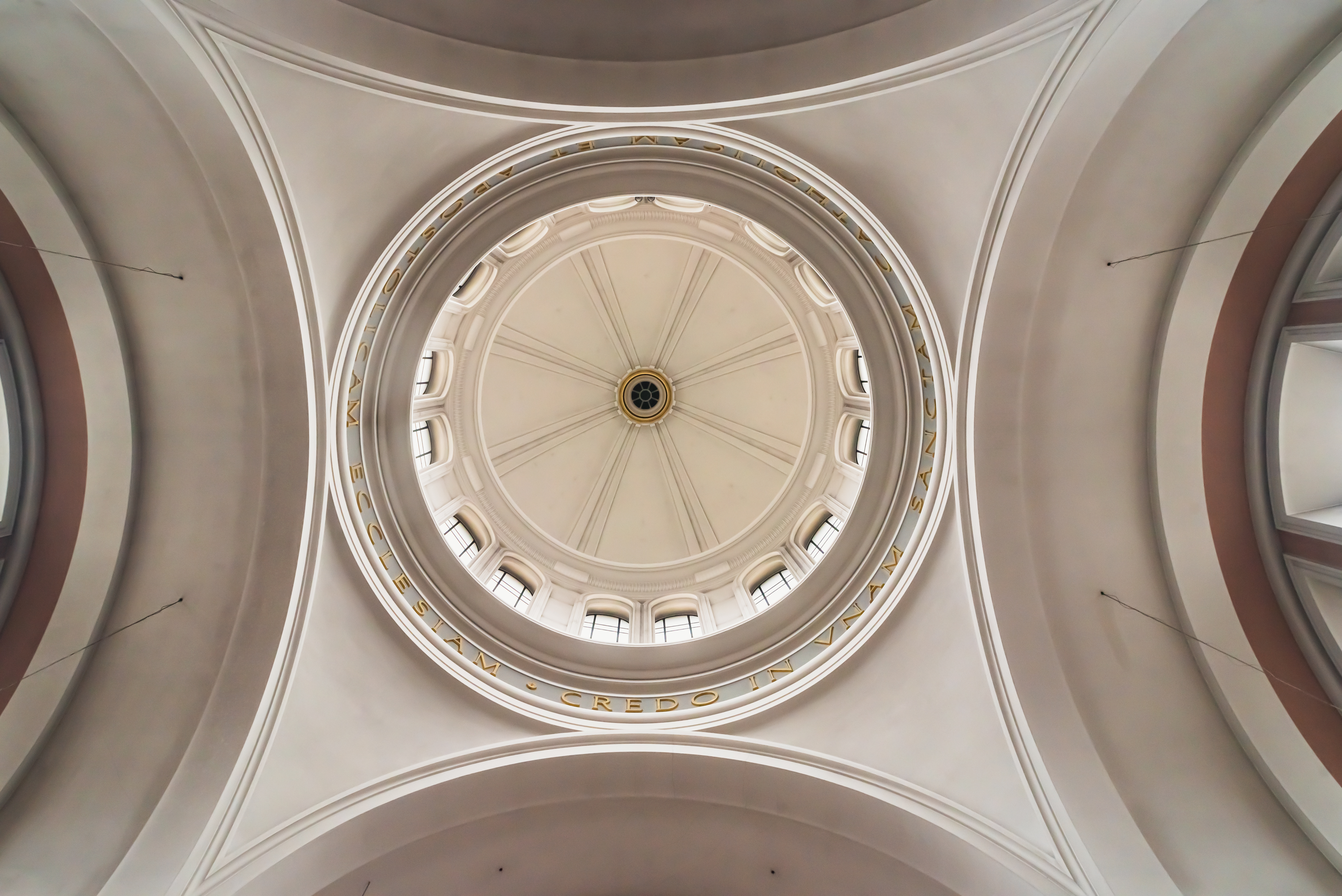
Kopuła